# Kabeljauwen
De familie Kabeljauwen (Gadidae) zijn zeevissen die behoren tot de orde van de Kabeljauwachtigen (Gadiformes). Over de taxonomische indeling van de familie is er geen eenduidigheid onder taxonomen. Op de Nederlandstalige Wikipedia wordt aangaande deze families de indeling van FishBase aangehouden.

## Taxonomische indeling volgens Fishbase
Volgens FishBase worden in de familie 13 geslachten onderscheiden. In deze indeling zijn de (onder)families Kwabalen en Oost-Atlantische gaffelkabeljauwen géén onderfamilie van de familie Gadidae, maar zelfstandige families in de orde van Kabeljauwachtigen (Gadiformes) met familienamen Lotidae en Phycidae.

## Geslachten
- Arctogadus Dryagin, 1932
- Boreogadus Günther, 1862
- Eleginus Fischer, 1813
- Gadiculus Guichenot, 1850
- Gadus Linnaeus, 1758
- Melanogrammus Gill, 1862
- Merlangius Geoffroy, 1767
- Microgadus Gill, 1865
- Micromesistius Gill, 1863
- Pollachius Nilsson, 1832
- Raniceps Oken, 1817
- Theragra Lucas in Jordan & Evermann, 1898
- Trisopterus Rafinesque, 1814

## Taxonomische indeling volgens ITIS
Volgens ITIS worden in de familie Kabeljauwen (Gadidae) 3 onderfamilies en 22 geslachten onderscheiden. In deze indeling zijn de (onder)families Kwabalen en Oost-Atlantische gaffelkabeljauwen ieder géén zelfstandige familie in de orde van Kabeljauwachtigen (Gadiformes), maar onderfamilies van de familie Kabeljauwen (Gadidae), met familienamen Lotinae en Phycinae.
Familie Gadidae
| - Onderfamilie Gadinae morue, aiglefin, goberge - Arctogadus Dryagin, 1932 - Boreogadus Günther, 1862 - Eleginus Fischer, 1813 - Gadiculus Guichenot, 1850 - Gadus Linnaeus, 1758 - Melanogrammus Gill, 1862 - Merlangius Geoffroy, 1767 - Microgadus Gill, 1865 - Micromesistius Gill, 1863 - Pollachius Nilsson, 1832 - Theragra Lucas in Jordan & Evermann, 1898 - Trisopterus Rafinesque, 1814 | - Onderfamilie Lotinae lote, brosme brosme, lingue - Brosme Oken, 1817 (volgens FishBase onder Lotidae) - Lota Oken, 1817 (volgens FishBase onder Lotidae) - Molva Lesueur, 1819 (volgens FishBase onder Lotidae) - Onderfamilie Phycinae merluche, mostelle - Ciliata Couch, 1832 (volgens FishBase onder Lotidae) - Enchelyopus Bloch and Schneider, 1801 (volgens FishBase onder Lotidae) - Gaidropsarus Rafinesque, 1810 (volgens FishBase onder Lotidae) - Phycis Artedi, 1792 (volgens FishBase onder Phycidae) - Raniceps Oken, 1817 - Urophycis Gill, 1863 (volgens FishBase onder Phycidae) |

De soorten van de geslachten Phycis en Urophycis staan onder Phycidae.
De soorten van de geslachten Brosme, Lota, Molva, Ciliata, Enchelyopus en Gaidropsarus staan onder Lotidae.